# Çeribaşı, Enez
Çeribaşı là một xã thuộc huyện Enez, tỉnh Edirne, Thổ Nhĩ Kỳ. Dân số thời điểm năm 2011 là 247 người.